# عبد الرحمن يبرو
عبد الرحمن يبارو (بالصومالية: Cabdiraxmaan Yabarow)‏ صحفي صومالي، ينحدر من عشيرة أبغال إحدى قبائل الهوية عمل يبرو منذ بداية العقد الأول من القرن الحادي والعشرين في وحدة التوثيق التابعة لبرنامج الأمم المتحدة الإنمائي. عمل لاحقًا كمراسل في واشنطن العاصمة للقسم الصومالي من هيئة الإذاعة البريطانية. في عام 2009 عُين يبرو رئيسا للتحرير في إذاعة صوت أمريكا - القسم الصومالي.